# Josenii Bârgăului
Josenii Bârgăului (en hongrois : Alsóborgó) est une commune du județ de Bistrița-Năsăud en Transylvanie (Roumanie).